# Flora Steiger-Crawford
Flora Steiger-Crawford, née le 1er septembre 1899 à Bombay et morte le 30 juillet 1991 à Zurich, est une architecte, designer et sculptrice suisse.

## Biographie
Flora Steiger-Crawford est la première architecte diplômée de Suisse. Elle étudie sous la direction de Karl Moser à l'ETH de Zurich avant d´ouvrir, avec son époux Rudolf Steiger en 1924, une agence d'architecture.
Ils réalisent la même année la maison Sandreuter à Bâle qui est le premier bâtiment du Neues Bauen de Suisse.
Steiger-Crawford participe à tous les projets de l'agence, mais se concentre particulièrement sur les maisons particulières et l'architecture intérieure. Elle dessine des meubles, comme la chaise Stapelstuhl pour la Maison Zett.
En 1938, elle quitte la profession pour se consacrer à la sculpture. Elle est la mère de l'architecte Peter Steiger.

## Publications
- (de) Marianne Burkhalter, Jutta Glanzmann, Evelyne Lang-Jakob, Flora Steiger-Crawford : 1899-1991, Zurich, gta, 2003, 170 p. (ISBN 3-85676-112-8)